# Villa Nova
Villa Nova Atlético Clube, cunoscută în mod obișnuit sub numele de Villa Nova, este un club de fotbal profesionist din Brazilia, având sediul în Nova Lima, parte din statul Minas Gerais. Echipa joacă în Série B, al doilea nivel al ligii braziliene de fotbal, precum și în Campeonato Mineiro, nivelul superior al ligii de fotbal din Minas Gerais.

## Istoria clubului
Villa Nova a fost înființată la 28 iunie 1908, în Nova Lima, de către muncitorii englezi ai fabricilor și minerii din Mineração Morro Velho S.A.. Villa Nova a fost primul club din Minas Gerais care a avut jucători chemați la echipa națională de fotbal a Braziliei.
Martim Francisco, antrenorul clubului în 1951, a fost în acest pasaj evidențiat drept inventatorul 4-2-4. Acest fapt a fost evidențiat în cartea „Inversing Pyramid” a lui Jonathan Wilson (considerată Biblia istoriei tacticii în fotbal). În 1971, Villa Nova a câștigat Campionatul Braziliei Série B, după ce i-a învins pe cei de la clubul Remo în finala play-off-ului cu scorul de 2–1, după alte două meciuri jucate între ele. În primul meci Remo s-a impus cu 1–0 pe teren proppriu, în timp ce Villa Nova și-a câștigat meciul de acasă cu 3–0.

## Palmares
| Campionatele Naționale                                                                                    | Regionale |
| - Série B (1) : - Campioni : 1971. - Locul 4 : 1997, 1999. - Série C (3) : - Campioni : 1996, 2015, 2020. | - Campeonato Mineiro (5) : - Campioni : 1932, 1933, 1934, 1935, 1951. - Locul 2 : 1937, 1945, 1946, 1947, 1953, 1997. - Taça Minas Gerais (2) : - Campioni : 1977, 2006. - Locul 2 : 2009, 2012. |